# انجرا دوس ريس
انجرا دوس ريس هي بلدية في البرازيل، تتبع ريو دي جانيرو، بلغ عدد سكانها 119٬247  نسمة، في 2000، تبلغ مساحتها 800٫430 كيلومتر مربع.

## الموقع
تشترك في الحدود مع:
- Cunha, São Paulo [الإنجليزية]‏.

## المناخ
يظهر الجدول التالي التغييرات المناخية على مدار السنة لانجرا دوس ريس:
| البيانات المناخية لـانجرا دوس ريس | البيانات المناخية لـانجرا دوس ريس | البيانات المناخية لـانجرا دوس ريس | البيانات المناخية لـانجرا دوس ريس | البيانات المناخية لـانجرا دوس ريس | البيانات المناخية لـانجرا دوس ريس | البيانات المناخية لـانجرا دوس ريس | البيانات المناخية لـانجرا دوس ريس | البيانات المناخية لـانجرا دوس ريس | البيانات المناخية لـانجرا دوس ريس | البيانات المناخية لـانجرا دوس ريس | البيانات المناخية لـانجرا دوس ريس | البيانات المناخية لـانجرا دوس ريس | البيانات المناخية لـانجرا دوس ريس |
| الشهر                             | يناير                             | فبراير                            | مارس                              | أبريل                             | مايو                              | يونيو                             | يوليو                             | أغسطس                             | سبتمبر                            | أكتوبر                            | نوفمبر                            | ديسمبر                            | المعدل السنوي                     |
| --------------------------------- | --------------------------------- | --------------------------------- | --------------------------------- | --------------------------------- | --------------------------------- | --------------------------------- | --------------------------------- | --------------------------------- | --------------------------------- | --------------------------------- | --------------------------------- | --------------------------------- | --------------------------------- |
| متوسط درجة الحرارة الكبرى °م (°ف) | 29.8 (85.6)                       | 30.4 (86.7)                       | 29.5 (85.1)                       | 27.6 (81.7)                       | 26.2 (79.2)                       | 25 (77)                           | 24.6 (76.3)                       | 25 (77)                           | 24.9 (76.8)                       | 25.6 (78.1)                       | 27 (81)                           | 28.6 (83.5)                       | 27.0 (80.7)                       |
| المتوسط اليومي °م (°ف)            | 26.2 (79.2)                       | 26.75 (80.15)                     | 26 (79)                           | 24.2 (75.6)                       | 22.55 (72.59)                     | 21.05 (69.89)                     | 20.55 (68.99)                     | 21.1 (70.0)                       | 21.55 (70.79)                     | 22.45 (72.41)                     | 23.7 (74.7)                       | 25.15 (77.27)                     | 23.44 (74.22)                     |
| متوسط درجة الحرارة الصغرى °م (°ف) | 22.6 (72.7)                       | 23.1 (73.6)                       | 22.5 (72.5)                       | 20.8 (69.4)                       | 18.9 (66.0)                       | 17.1 (62.8)                       | 16.5 (61.7)                       | 17.2 (63.0)                       | 18.2 (64.8)                       | 19.3 (66.7)                       | 20.4 (68.7)                       | 21.7 (71.1)                       | 19.9 (67.8)                       |
| الهطول مم (إنش)                   | 276.4 (10.88)                     | 240.2 (9.46)                      | 237.1 (9.33)                      | 189.5 (7.46)                      | 109 (4.3)                         | 78.3 (3.08)                       | 76.2 (3.00)                       | 78.2 (3.08)                       | 116 (4.6)                         | 144.1 (5.67)                      | 166.6 (6.56)                      | 265 (10.4)                        | 1٬976٫6 (77.82)                   |
| متوسط الرطوبة النسبية (%)         | 81                                | 80                                | 81                                | 82                                | 82                                | 82                                | 81                                | 81                                | 82                                | 83                                | 82                                | 82                                | 82                                |
| المصدر: climate-charts.com        |                                   |                                   |                                   |                                   |                                   |                                   |                                   |                                   |                                   |                                   |                                   |                                   |                                   |

## أعلام
- ماريانا توريس
- مارينا موشن
- جوني لاندرينيو
- روجيريو بينهيرو